# Oudewater
Oudewater és un municipi de la província d'Utrecht, al centre dels Països Baixos. L'1 de gener de 2009 tenia 9.866 habitants repartits per una superfície de 40,16 km² (dels quals 0,82 km² corresponen a aigua).

## Centres de població
Hekendorp, Oudewater, Papekop i Snelrewaard.

## Ajuntament
El consistori municipal consta de 13 membres, format des del 2006 per:
- CDA, 4 regidors
- VVD, 3 regidors
- PvdA, 2 regidors
- De Onafhankelijken, 2 regidors
- ChristenUnie, 2 regidors

## Galeria d'imatges

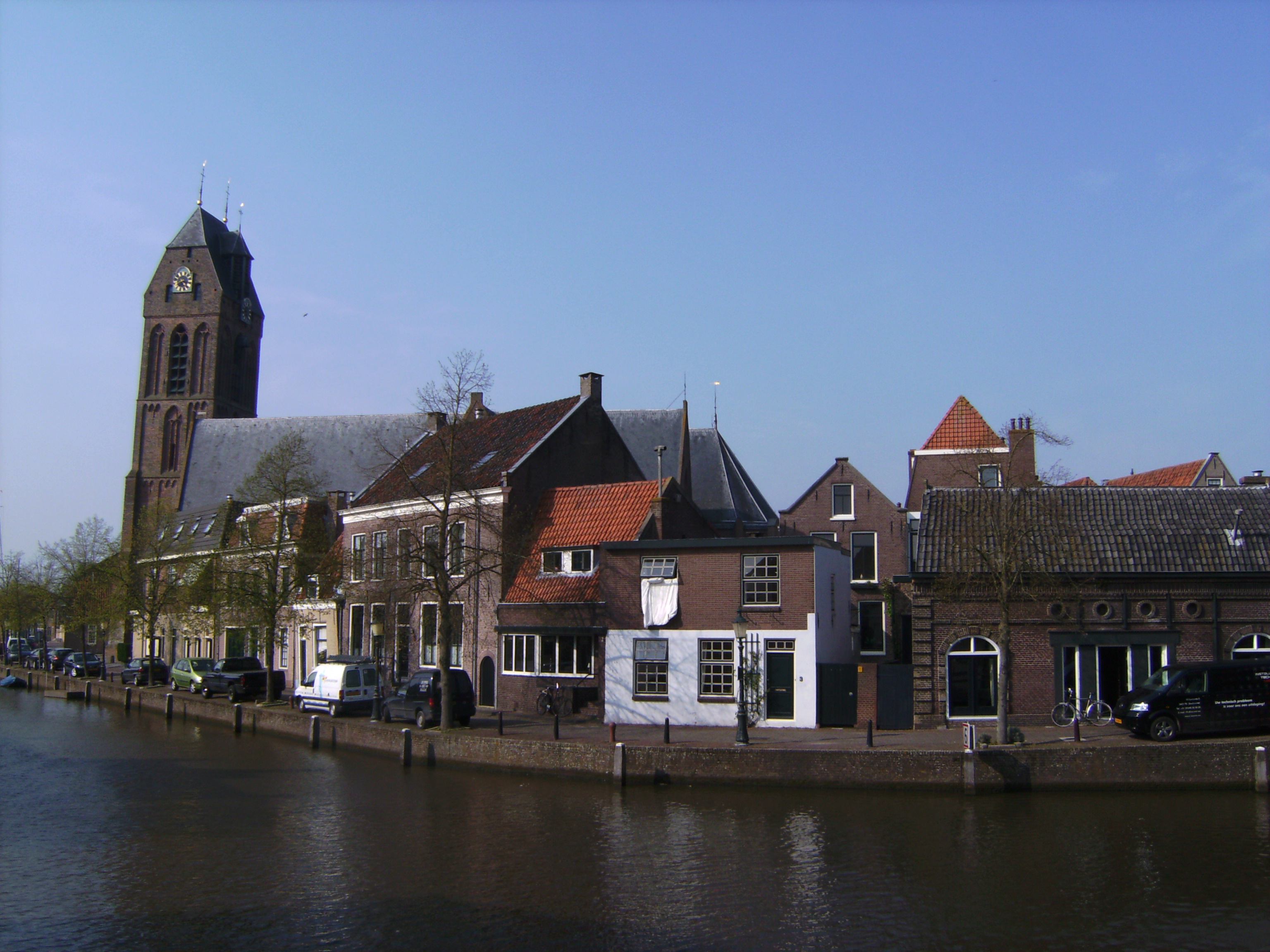
Oudewater, església vora el canal
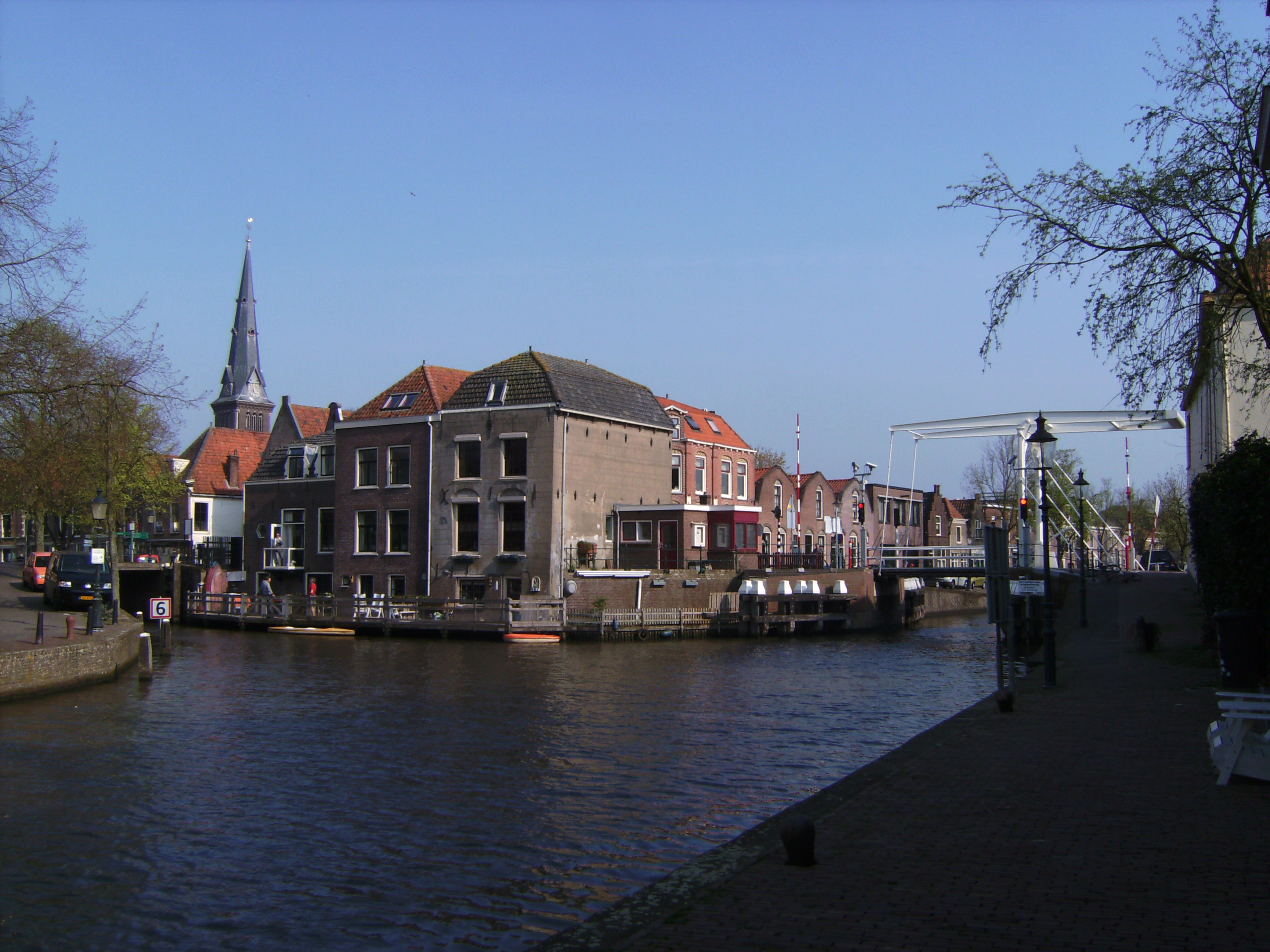
Oudewater, vista de la ciutat
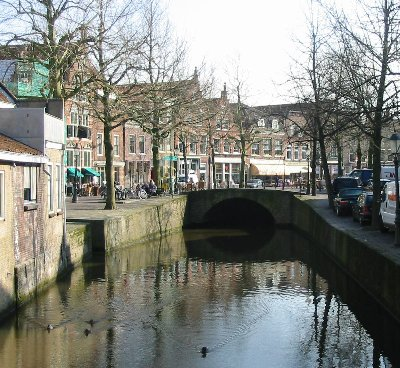
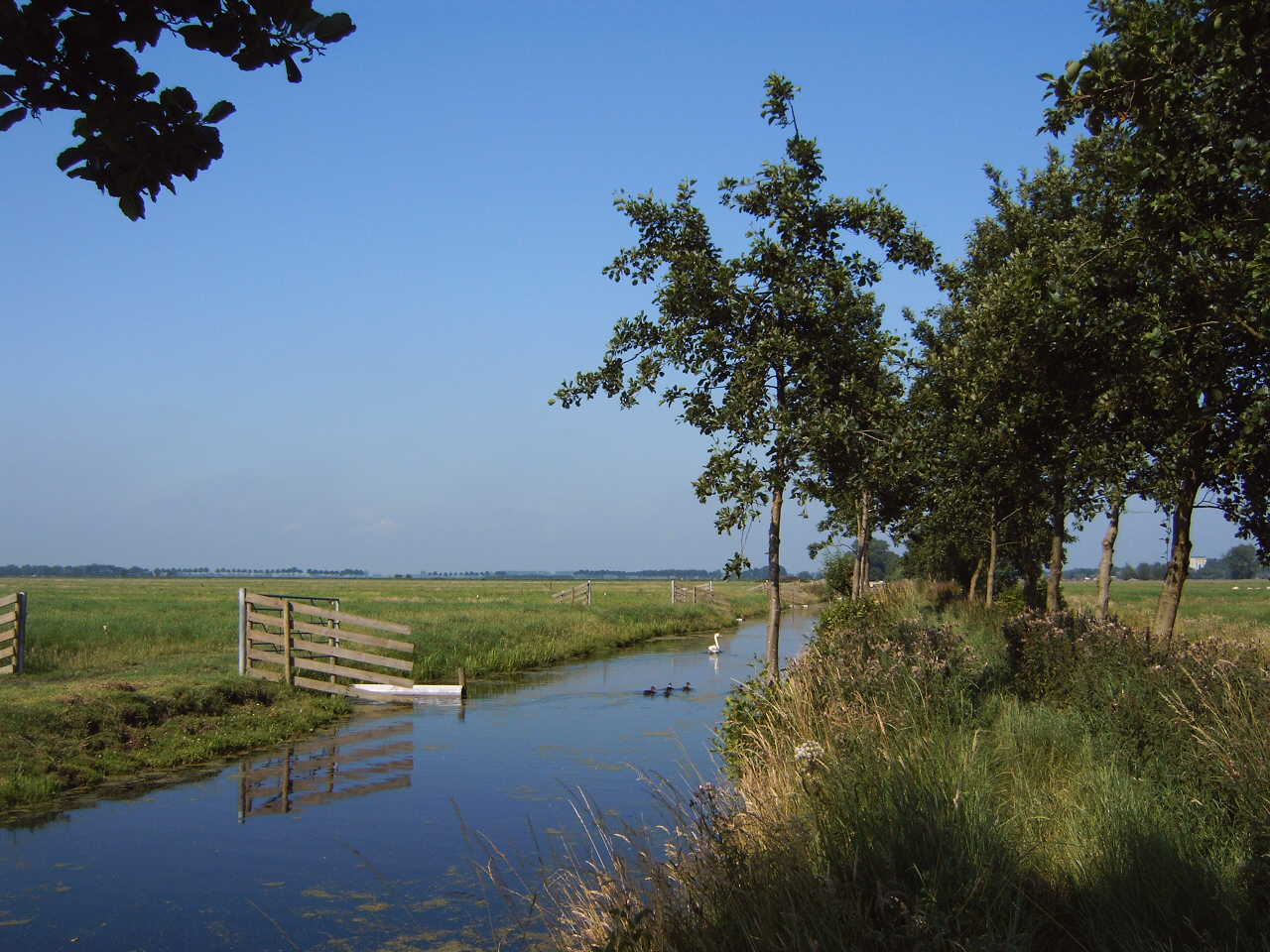
Tiendweg (camí del delme) un tram del Sender de Floris V (GR 12)